# Valennes
Valennes és un municipi francès situat al departament del Sarthe i a la regió de País del Loira. L'any 2007 tenia 356 habitants.

## Demografia

### Població
El 2007 la població de fet de Valennes era de 356 persones. Hi havia 144 famílies de les quals 32 eren unipersonals (20 homes vivint sols i 12 dones vivint soles), 64 parelles sense fills, 36 parelles amb fills i 12 famílies monoparentals amb fills.
La població ha evolucionat segons el següent gràfic:
Habitants censats

### Habitatges
El 2007 hi havia 230 habitatges, 147 eren l'habitatge principal de la família, 53 eren segones residències i 30 estaven desocupats. Tots els 230 habitatges eren cases. Dels 147 habitatges principals, 109 estaven ocupats pels seus propietaris, 34 estaven llogats i ocupats pels llogaters i 4 estaven cedits a títol gratuït; 12 tenien dues cambres, 36 en tenien tres, 41 en tenien quatre i 58 en tenien cinc o més. 111 habitatges disposaven pel capbaix d'una plaça de pàrquing. A 69 habitatges hi havia un automòbil i a 71 n'hi havia dos o més.

### Piràmide de població
La piràmide de població per edats i sexe el 2009 era:
| Homes | Edats   | Dones |
| ----- | ------- | ----- |
| 0     | 95 o +  | 4     |
| 4     | 90 a 94 | 0     |
| 0     | 85 a 89 | 4     |
| 0     | 80 a 84 | 8     |
| 4     | 75 a 79 | 8     |
| 0     | 70 a 74 | 8     |
| 20    | 65 a 69 | 12    |
| 8     | 60 a 64 | 8     |
| 16    | 55 a 59 | 4     |
| 8     | 50 a 54 | 24    |
| 12    | 45 a 49 | 12    |
| 28    | 40 a 44 | 12    |
| 20    | 35 a 39 | 8     |
| 4     | 30 a 34 | 16    |
| 12    | 25 a 29 | 8     |
| 4     | 20 a 24 | 4     |
| 16    | 15 a 19 | 8     |
| 16    | 10 a 14 | 16    |
| 8     | 5 a 9   | 12    |
| 8     | 0 a 4   | 16    |

## Economia
El 2007 la població en edat de treballar era de 236 persones, 174 eren actives i 62 eren inactives. De les 174 persones actives 161 estaven ocupades (89 homes i 72 dones) i 13 estaven aturades (4 homes i 9 dones). De les 62 persones inactives 30 estaven jubilades, 19 estaven estudiant i 13 estaven classificades com a «altres inactius».

### Ingressos
El 2009 a Valennes hi havia 140 unitats fiscals que integraven 343 persones, la mediana anual d'ingressos fiscals per persona era de 17.435 €.

### Activitats econòmiques
Dels 12 establiments que hi havia el 2007, 1 era d'una empresa de fabricació de material elèctric, 1 d'una empresa de fabricació d'altres productes industrials, 2 d'empreses de construcció, 2 d'empreses de comerç i reparació d'automòbils, 1 d'una empresa d'hostatgeria i restauració, 3 d'empreses de serveis, 1 d'una entitat de l'administració pública i 1 d'una empresa classificada com a «altres activitats de serveis».
Dels 4 establiments de servei als particulars que hi havia el 2009, 1 era una fusteria, 1 empresa de construcció, 1 perruqueria i 1 restaurant.
L'any 2000 a Valennes hi havia 31 explotacions agrícoles que ocupaven un total de 2.392 hectàrees.

## Equipaments sanitaris i escolars
El 2009 hi havia una escola elemental.

## Poblacions properes
El següent diagrama mostra les poblacions més properes.